# Sapri
Sapri község (comune) Olaszország Campania régiójában, Salerno megyében.

## Fekvése
A megye délkeleti részén fekszik. Határai: Maratea, Rivello, Torraca, Tortorella és Vibonati.

## Története
A település a 17. században alakult ki, egy elpusztult, ókori római település helyén. A következő századokban nemesi birtok volt. A 19. században nyerte el önállóságát, amikor a Nápolyi Királyságban felszámolták a feudalizmust.

## Népessége
A népesség számának alakulása:

## Főbb látnivalói
- egy római kori villa romjai
- Santa Croce-templom